# Enrique Mori Julca
Jason Enrique Mori Julca (Lima, Perú, 22 de agosto de 1974). Es un bibliotecario e investigador fotográfico peruano reconocido por su compromiso en la difusión y conservación del Patrimonio Cultural de Lima, en especial del prehispánico y virreinal, sobre el cual ha hecho diversos trabajos gráficos y ponencias. En el 2004 presentó la curaduría e investigación 'La Fotografía Post mortem en el Perú (siglo XIX)'. Ha sido Secretario General del Centro de Estudiantes de Bibliotecología y Ciencias de la Información de la Universidad Nacional Mayor de San Marcos (CEBCI). Desde 1994, está a cargo del cuidado y preservación de las colecciones fotográficas de la Biblioteca Nacional del Perú (BNP).